# Geoendomychus oculutus
Geoendomychus oculutus es una especie de coleóptero de la familia Endomychidae.

## Distribución geográfica
Habita en las Seychelles.